# Hernals

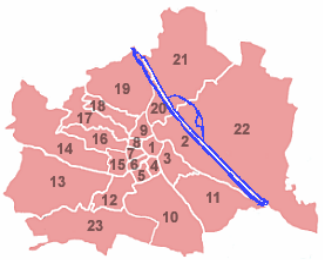
Wiens distrikt. Hernals är nummer 17.

Hernals är ett distrikt (tyska: Gemeindebezirk) i Österrikes huvudstad Wien. Wien är indelat i 23 distrikt och Hernals har distriktsnummer 17.
Genom distriktet går Hernalser Hauptstrasse, som är dess huvudgata.
Antalet invånare är 56 000. Arean är 11,4 kvadratkilometer. Hernals gränsar till distrikten Döbling, Währing, Josefstadt, Ottakring, Penzing och Alsergrund. 